# Михайловка (Краснокутский район)
Михайловка (укр. Михайлівка), село, 
Вязовский сельский совет,
Краснокутский район,
Харьковская область.
Код КОАТУУ — 6323580502. Население по переписи 2022 года составляет 31 (10/21 м/ж) человек.

## Географическое положение
Село Михайловка находится на реке Ковалевка, у Трудолюбовского водохранилища.
Выше по течению на расстоянии в 1 км расположено село Вязовая Краснокутского района, ниже по течению на расстоянии в 1 км расположено село Трудолюбовка Чутовского района Полтавской области.

## История
- 1800 — дата основания.